# Alfredo Fraile
Alfredo Fraile (* 25. April 1912 in Madrid als Alfredo Fraile Peña; † 23. Mai 1994 ebenda) war ein bedeutender spanischer Kameramann, Filmproduzent und Regisseur, der mit seiner markanten visuellen Arbeitsweise, das spanische Kino der 1940er, 1950er und 1960er Jahre in über 100 Filmen nachhaltig prägte.

## Leben
Alfredo Fraile, geboren 1912 in Madrid, arbeitete zuerst als Fotograf und Filmvorführer, bevor er seit 1937 für eine Reihe von Kriegs-Dokumentarfilmen auch als Kameramann und Kurzfilm-Regisseur tätig wurde.
Nach dem Zweiten Weltkrieg arbeitete er für viele verschiedene spanische später auch internationale Filme, unter anderem für renommierte Regisseure und Filmemacher wie Rafael Gil, José López Rubio, Luis Lucia, Viktor Tourjansky, José Luis Sáenz de Heredia, José Díaz Morales, Luis Marquina, Juan de Orduña, Ramón Torrado, Rafael J. Salvia, Manolo Alonso, Florián Rey, Juan Antonio Bardem, Juan Lladó, Ignacio F. Iquino, Franco Rossi, José Antonio de la Loma, Fernando Fernán Gómez, Tulio Demicheli, Antonio del Amo, Alfonso Balcázar, José Antonio Nieves Conde, Luis César Amadori, Pedro Lazaga, Pedro Luis Ramírez, Siro Marcellini, Primo Zeglio, Ismael Rodríguez oder Julio Saraceni.
1962 engagierte ihn der Regisseur Michael Carreras für seinen Western Bis aufs Blut mit Richard Basehart und Don Taylor. Alfredo Fraile lieferte sehr ästhetische, gut fotografierte Bilder und unterstrich damit nachhaltig seinen hohen Standard und seine handwerkliche Qualität als Kameramann auch im europäischen Western-Genre.
Neben seiner Arbeit als Kameramann für das spanische Kino, war Alfredo Fraile seit den 1960er Jahren auch noch als Filmproduzent tätig.
Alfredo Fraile verstarb im Mai 1994 im Alter von 82 Jahren in seiner Heimatstadt Madrid.

## Filmografie (Auswahl)
- 1948: Mare Nostrum
- 1952: Die Klosterschwester (Sor intrépida)
- 1954: Der Verräter des Herrn – Judas Ischariot (El beso de Judas)
- 1955: Der Tod eines Radfahrers (Muerte de un ciclista)
- 1957: Sag es mit Musik (Quiéreme con musica)
- 1957: Faustina
- 1958: Hoch die Illusion (¡Viva lo imposible!)
- 1958: Die Sklavenkarawane
- 1959: Die aus dem Kelch der Liebe trinken (Un mundo para mí)
- 1959: Unter dem Terror der Mörder (Llegaron dos hombres)
- 1961: Brot und Blut (A las cinco de la tarde)
- 1962: Bis aufs Blut (Tierra brutal)
- 1964: Das Gesetz der Zwei (I due violenti)
- 1964: Der Rancher vom Colorado-River (L'uomo della valle maledetta)
- 1965: Der Sohn von Jesse James (El hijo de Jesse James)